# AmeriKKKa's Most Wanted
AmeriKKKa's Most Wanted je debutové album amerického rapera Ice Cubea, které vyšlo v roce 1990 a obsadilo 19. místo v žebříčku The Billboard 200. Album se stalo platinovým a prodalo se ho téměř 2 miliony kopií.

## Seznam skladeb
| #  | Název                                            | Host(é)     | Trvání |
| -- | ------------------------------------------------ | ----------- | ------ |
| 1  | "Better Off Dead"                                | -           | 1:03   |
| 2  | "The Nigga Ya Love To Hate"                      | -           | 3:13   |
| 3  | "AmeriKKKa's Most Wanted"                        | -           | 4:08   |
| 4  | "What They Hittin' Foe?"                         | -           | 1:22   |
| 5  | "You Can't Fade Me"                              | -           | 5:12   |
| 6  | "Once Upon A Time In The Projects"               | -           | 3:41   |
| 7  | "Turn Off The Radio"                             | -           | 2:37   |
| 8  | "Endangered Specie (Tales From The Darkside)"    | Chuck D     | 3:21   |
| 9  | "A Gangsta's Fairytale"                          | -           | 3:16   |
| 10 | "I'm Only Out For One Thang"                     | Flavor Flav | 2:10   |
| 11 | "Get Off My Dick And Tell Yo Bitch To Come Here" | -           | 0:56   |
| 12 | "The Drive-By"                                   | -           | 1:01   |
| 13 | "Rollin' Wit The Lench Mob"                      | -           | 3:43   |
| 14 | "Who's The Mack"                                 | -           | 4:35   |
| 15 | "It's A Man's World"                             | Yo-Yo       | 5:26   |
| 16 | "The Bomb"                                       | -           | 3:25   |

## Singly
- AmeriKKKa's Most Wanted
- Who's The Mack
- Endangered Specie (Tales From The Darkside)